# Критска държава
Критската държава (на гръцки: Κρητική Πολιτεία) е създадена през 1898 г. след намесата на великите сили по повод критското въстание (1896 – 1897), послужило като повод за първата гръцко-турска война.
През 1908 г. остров Крит е вече изцяло de facto част от кралство Гърция, макар de jure това да е потвърдено чак през 1913 г. по силата на Лондонския мирен договор.

## Предистория
Едва през 1669 г. Османската империя успява да присъедини към халифата целия остров, след превземането на Кандия. През 1646 г., за първи път османците успяват да стъпят на острова, изтласквайки венецианците.
През 1646 г. е образуван административно самостоятелен еялет Крит. Едва по време на втората морейска война, венецианците се виждат принудени да изоставят последните си три форпоста около острова (Суда, Грамвуса и Спиналонга) и властта на и около острова става изцяло османска.
По време на Пелопонеското въстание през 1770 г. жителите на остров Крит също се вдигат на бунт начело с Даскалоянис. По време на гръцката война за независимост, остров Крит също въстава.
След създаването на независимо кралство Гърция на Крит избухват въстания: първо критско въстание (1841) и второ критско въстание (1896 – 1897).
По време на източната криза отново избухва критско въстание (1878), но Гърция избира да присъедини района на Арта и Тесалия по силата на Константинополския договор (1881).

## Създаване
Критската държава е учредена на 9 декември 1898 г. като за пръв върховен комисар (на гръцки: Ὕπατος Ἁρμοστής) е определен крал Георгиос I Гръцки. Последният османски гарнизон опразва острова по Коледа, а на негово място застъпва международен военен гарнизон в състав от 2875 миротворци: 200 англичани, 710 французи, 300 руснаци, 1015 италианци, 600 австрийци, 10 германци и 40 черногорци. . През 1907 г. състава на силите е: англичани – 817, французи – 750, руснаци – 960, италианци – 327. . През януари 1908 г. миротворците са 1750: 500 англичани, 500 французи, 500 руснаци, 250 италианци. 
На 27 април 1899 г. е създадено първото критско правителство, в което Елевтериос Венизелос е министър на правосъдието. През 1900 г. младият политик влиза в конфронтация с върховния комисар, повеждайки борба за еносис. През март 1905 г. Венизелос създава Революционно събрание, което обявява „политически съюз между Крит и Гърция като свободни и суверенни държави“. Венизелос губи политическата битка срещу новия върховен комисар на Крит – Александрос Займис, но това не му пречи постфактум да сформира в Солун и временно правителство на националната отбрана по време на ПСВ и отново да излезе победител.

## Галерия
- Младият Елевтериос Венизелос.
- Монета: 5 критски драхми.